# ريتشارد بافور
ريتشارد بافور (بالإنجليزية: Richard Baffour)‏ لاعب كرة قدم غاني، يلعب في مركز قلب الدفاع.

## مسيرة اللاعب
بدأ في نادي بيشيم يونايتد الغاني وانتقل إلى نادي الإسماعيلي المصري في عام 2017 وشارك مع الإسماعيلي في عدد من المباريات حيث شارك في الدوري والكأس ولعب ضد أكبر الأندية مثل الأهلي والزمالك ولعب مبارتين كبيرتين حيث يبحث مع الإسماعيلي في البطولات مثل بطولة كأس الدوري. شارك في 20 مباراة سجل خلالها 3 أهداف وانتقل إلى نادي القوة الجوية العراقي في عام 2019 ووقع مع نادي الأنصار السعودي مطلع عام 2020 .

## وصلات خارجية
ريتشارد بافور على موقع قاعدة بيانات كرة القدم.إي يو (الإنجليزية)
- ريتشارد بافور على موقع Soccerway.com (الإنجليزية)
- ريتشارد بافور على موقع كووورة
- ريتشارد بافور على موقع GSA (الإنجليزية)